# Gaël Duhayindavyi
Gaël Duhayindavyi (Bujumbura, 14 aprile 1990) è un calciatore burundese, centrocampista del Mukura Victory Sports.

## Carriera

### Club
Ha giocato nel campionato burundese e, dal 2017, in quello ruandese.

### Nazionale
Ha fatto l'esordio in nazionale nel 2011.

## Palmarès

### Club

#### Competizioni nazionali
- Burundi Premier League: 1

Vital'O: 2016